# Iran op de Paralympische Winterspelen 2018
Iran was een van de landen die deelnam aan de Paralympische Winterspelen 2018 in Pyeongchang, Zuid-Korea.

## Deelnemers en resultaten
(m) = mannen, (v) = vrouwen 

### Langlaufen
| Paralympiër                                    | Onderdeel                                          | Resultaat | Prestatie |
| ---------------------------------------------- | -------------------------------------------------- | --------- | --------- |
| Aboulfazl Khatibi Mianaei                      | 1.5 km sprint klassieke stijl, staand (m)          | 21e       | 4:27.7    |
| Aboulfazl Khatibi Mianaei                      | 10 km klassieke stijl, staand (m)                  | 22e       | 0:30:06.6 |
|                                                |                                                    |           |           |
| Elaheh Gholi Fallah Gids: Farzaneh Rezasoltani | 1.5 km sprint klassieke stijl, visueel beperkt (v) | 11e       | 9:23.0    |

### Snowboarden
| Paralympiër       | Onderdeel                  | Resultaat | Prestatie |
| ----------------- | -------------------------- | --------- | --------- |
| Puriya Khaliltash | Snowboardcross, SB-UL (m)  | 20e       | 1:12.37   |
| Puriya Khaliltash | Slalom, SB-UL (m)          | 21e       | 1:02.67   |
| Hossein Solghani  | Snowboardcross, SB-LL2 (m) | 17e       | 1:17.95   |
| Hossein Solghani  | Slalom, SB-LL2 (m)         | 17e       | 1:09.11   |
|                   |                            |           |           |
| Sedigheh Rouzbeh  | Slalom, SB-LL2 (v)         | 8e        | 3:29.18   |

Andorra · Argentinië · Armenië · Australië · België · Bosnië en Herzegovina · Brazilië · Bulgarije · Canada · Chili · China · Denemarken · Duitsland · Finland · Frankrijk · Georgië · Griekenland · Groot-Brittannië · Hongarije · IJsland · Iran · Italië · Japan · Kazachstan · Kroatië · Mexico · Mongolië · Nederland · Nieuw-Zeeland · Noord-Korea · Noorwegen · Oekraïne · Oezbekistan · Oostenrijk · Polen · Roemenië · Servië · Slovenië · Slowakije · Spanje · Tadzjikistan · Tsjechië · Turkije · Verenigde Staten · Wit-Rusland · Zuid-Korea · Zweden · Zwitserland
Neutrale paralympische atleten